# Otto van Gendt
Otto van Gendt (Gendt, 1578 - Wesel, 1640) was een kolonel, commandant van Emmerik, gouverneur van Wesel en heer van Dieden. Van Gendt was een zoon van Johan Gerard van Gendt (geboren te Gendt) en Wilhelmina van Wachtendonck (geboren te Wachtendonck).
Van Gendt speelde een belangrijke rol tijdens de Inname van Wesel (1629) gedurende de Tachtigjarige Oorlog en werd hierna ook gouverneur van deze stad. De Staten Generaal beloonden Otto van Gendt met een gouden medaille ter waarde van 100 rijksdaalders.
Otto van Gendt trouwde met Elisabeth Sophia van Wachtendonk. Hij had haar in 1622 geschaakt omdat haar vader weigerde toestemming te geven voor een huwelijk. De ontvoering vond plaats voor de ogen van haar familie; Otto en Elizabeth konden ontkomen, onder andere dankzij de door Otto meegenomen ruiters die de wegen afzetten en zo de vader van Elisabeth tegenhielden. Uit het huwelijk kwam in 1632 een zoon voort, Johan Walraven van Gendt.

## Tijd- en naamgenoten van Otto van Gendt[4]
- Otto van Gendt tot Oijen, een neef/oomzegger van Otto, gedoopt in Amersfoort in 1636. In 1652 toegelaten in de Ridderschap van het Kwartier van Nijmegen. Zoon van Walraven van Gendt tot Oijen, die een broer van bovengenoemde Otto was.
- Otto van Gendt, gedoopt in Winssen in 1627, eveneens een neef/oomzegger van Otto. Deze Otto is een zoon van Johanna van Gendt tot Oijen op haar beurt een zus van bovengenoemde Otto. Ook hij werd kolonel in het Staatse Leger. Hij sneuvelde op 5 juli 1672 bij het beleg van Nijmegen.
- Otto van Gent, overleden in 1666 in Parijs. Kleinzoon van Walraven, die een broer was van bovengenoemde Otto.